# Valdemar Rodrigues Martins
Valdemar Rodrigues Martíns, conegut com a Oreco, (13 de juny de 1932 - 3 d'abril de 1985) fou un futbolista brasiler.

## Selecció del Brasil
Va formar part de l'equip brasiler a la Copa del Món de 1958.

## Clubs
- Internacional (Santa Maria): 1949
- Internacional: 1950–1957
- Corinthians: 1957–1965
- Millonarios: 1965–1968
- Toluca: 1968–1970
- Dallas Tornado: 1970–1972[3]

## Palmarès
- Campionat gaúcho: 1950, 1951, 1952, 1953, 1955
- Jocs Panamericans: 1955
- Copa del Món de futbol: 1958
- Copa Mustang (Colòmbia): 1966
- NASL: 1971